# Dino Minitti
Dino Minitti fue un guionista y director de cine que realizó varios filmes en Argentina.

## Su actividad en Argentina
Se sabe que Dino Minitti fue operador de cámara en el filme Las tres claves de 1953, Director de fotografía en la película Reportaje a un cadáver de 1955 y coguionista en Isla hechizada o El río hechizado un filme dirigido por Adalberto Páez Arenas cuyo rodaje debió suspenderse ese mismo año a raíz de una inundación y nunca fue completado. En 1955 dirigió Cuando Buenos Aires se adormece, con Diana Ingro y Francisco de Paula, que en junio de ese año estaba en laboratorios pero nunca fue estrenado.
Según la descripción de Alfredo Julio Grassi, Minitti era “de corta estatura, muy delgado, de escaso cabello negro, intensos ojos oscuros de meridional y tenía una gran cicatriz en la frente, que su productor atribuía a su experiencia durante la Segunda Guerra Mundial, durante la cual, pese a ser antifascista, se había visto forzado a combatir en el ejército italiano.”
En 1965 dirigió sobre su propio guion escrito en colaboración con el conocido crítico cinematográfico Agustín Mahieu la película Un lugar al sol, rodada en escenarios naturales, al aire libre, en la ciudad de Buenos Aires en una villa de emergencia con sus habitantes personificándose a ellos mismos, “en el más puro estilo de Rossellini, Fellini o De Sica.” Los únicos artistas profesionales fueron los todavía muy jóvenes María Cristina Laurenz y Héctor Pellegrini en los papeles de la pareja de enamorados. Era “una historia de amor, simple y emotiva, con diálogos breves y sencillos, fotografía expresiva y luz utilizada con profunda sensibilidad artística que, sin duda, hubiera merecido mejor suerte en el aspecto comercial. Posiblemente la falta de una publicidad adecuada contribuyó al fracaso económico de la producción.”
Posteriormente realizó dos filmes que fueron mutilados por la censura, El encuentro (1966), en el que nuevamente dirigió a María Cristina Laurenz y Héctor Pellegrini y La muchacha del cuerpo de oro (1967), un fallido intento de imponer a Thelma Tixou como nueva estrella.

## Filmografía
Director
- La muchacha del cuerpo de oro (1967)
- Máscaras en otoño (no estrenada comercialmente) (1966)
- Psique y sexo (1965) (segmento La buscona)
- Un lugar al sol (1965)
- El encuentro (no estrenada comercialmente) (1964)
- Tiernas ilusiones (1961)
- El grito postrero (1960)
- La obra (1960)
- El cuaderno (1959)
- El barrilete (corto) (1958)
- El grito postrero (corto) (1960)
- Cuando Buenos Aires se adormece (inconcluso) (1955)

Guionista
- La muchacha del cuerpo de oro (1967)
- El encuentro (1966)
- Un lugar al sol (1965)
- El encuentro (no estrenada comercialmente) (1964)
- Tiernas ilusiones (1961)
- Isla hechizada o El río hechizado (1955) dir. Adalberto Páez Arenas.

Director de fotografía
- Reportaje a un cadáver (no estrenada comercialmente) (1955)

Operador de cámara
- Las tres claves (1953)